# Det Schubotheske Forlag
Det Schubotheske Forlag var et dansk bogforlag i Silkegade 13 i København.
Oprindelsen til forlaget var en boglade på Børsen, som var grundlagt af Frantz Christian Mumme omkring 1728. Den lededes efter Mummes død 1759 af Johann Friedrich Heineck (død 1780) og Johan Jakob Faber (død 1792), og efter Heinecks død indtrådte Andreas Nitschke som Fabers kompagnon. 1. januar 1795 blev bogladen købt af J.H. Schubothe (1761-1828) for en årlig udbetaling af 400 rigsdaler, som Nitschke oppebar til sin død 1814. 
Under J.H. Schubothe blev bogladen en af Københavns førende, og han udvidede den med et forlag, som udgav de fleste af tidens kendte bøger i guldalderperioden. 1804 blev han kgl. hofboghandler.
Blandt udgivelserne kan nævnes Rasmus Rasks Veiledning til det Islandske eller gamle Nordiske Sprog (1811) og Jens Kragh Høsts Geheimekabinetsminister Grev J. F. Struensee og hans Ministerium I-III (1824, tysk udg. I-II, 1826–27). De fleste af tidens kendte fag- og skønlitterære forfattere var i stald hos Schubothe: Jacob Baden, Jens Baggesen, Andreas Birch, S.N.J. Bloch, P.O. Boisen, C.J.R. Christiani, Laurids Engelstoft, Anders Gamborg, J.D. Herholdt, J.W. Hornemann, H.J. Krebs, M.F. Liebenberg, P.E. Müller, Friedrich Münter, Rasmus Nyerup, Jens Paludan, Frederik Plum, J.L. Rasmussen, Niels Ditlev Riegels, Bone Falch Rønne, Mathias Saxtorph, C.F. Schmidt-Phiseldeck, C.F. Schumacher, P.F. Suhm, Frederik Thaarup, J.C. Tode, Martin Vahl og Erik Viborg. 
Efter Schubothes død 1828 overtog hans svigersøn Søren Langhoff (1797-1864) forretningen og førte den videre under det gamle firmanavn. Forlaget blev udvidet betydeligt, så det omfattede alle genrer, og forstærket ved købene 1835 af bogtrykkeren Sebastian Popps forlag og 1838 af Fr. Brummers forlag. Med Brummers forlag fulgte Peter Foersoms oversættelser af Shakespeare, senere blev Søren Langhoff tillige forlægger af Edvard Lembckes fordanskninger af samtlige Shakespeares skuespil. Langhoff udgav også en række skolebøger, tekniske og landøkonomiske skrifter, således udgav han fra 1830 Tidsskrift for Landøkonomi. 
Langhoffs helbred var bestandigt ringe, og nytår 1862 overdrog han forlaget til sin søn Johan Henrik Schubothe Langhoff (1833-1877), som imidlertid også led af svagelighed. Ikke desto mindre var det bogkatalog, som han i lighed med landets øvrige forlæggere udsendte ved møntskiftet 1875, samlingens største, idet det indeholdt ca. 2.500 titler. Disses gennemsnitsalder er beregnet til ca. 65 år, deres gennemsnitspris til kun ca. 61 øre brutto, og blot en mindre del af dem var derfor salgbare.
Da Schubothe Langhoff døde 1877, blev forlaget overtaget af hans enke med først nevøen Emil Langhoff (1853–1931), siden (fra 1880) hendes mand af andet ægteskab, Marcus Lorenzen (1847–1928) som ledere, indtil sønnen Paul Langhoff (1862-1894), blev myndig og ejer af det (16. april 1885). Han prøvede at genrejse forlaget og knyttede kontakter med tidens unge forfattere fra Det Moderne Gennembrud (Holger Drachmann, Henrik Pontoppidan og Herman Bang), men også hans ringe helbred spændte ben for en genrejsning. Til sidst måtte han optage sin stedfar som eneste ansvarlige interessent, og 1. december 1893 blev forlaget solgt til boghandlerne Aage Hirschsprung og J.L. Lybecker, hvor det oplevede en kort renæssance med elegant udstyrede (men urentable) udgivelser. Nytår 1909 opgik det, 180 år gammelt, i Gyldendal.